# Tamba pallida
Tamba pallida là một loài bướm đêm trong họ Noctuidae.